# Kylie Gill
Kylie Jane Gill (ur. 8 stycznia 1974 w Sydney) – australijska narciarka, od 1996 r. reprezentująca Nową Zelandię, specjalistka narciarstwa dowolnego. Najlepszy wynik na mistrzostwach świata osiągnęła podczas mistrzostw w Lake Placid, gdzie zajęła 22. miejsce w jeździe po muldach. Startowała w zawodach pokazowych w skokach akrobatycznych na igrzyskach olimpijskich w Albertville. Startowała także w jeździe po muldach na igrzyskach olimpijskich w Nagano, ale nie ukończyła zawodów.
Najlepsze wyniki w Pucharze Świata osiągnęła w sezonie 1991/1992, kiedy to zajęła 36. miejsce w klasyfikacji generalnej, a w klasyfikacji kombinacji była siódma.
W 1998 r. zakończyła karierę.

## Osiągnięcia

### Igrzyska olimpijskie
| Miejsce | Dzień     | Rok  | Miejscowość | Konkurencja      | Zwycięzca  |
| ------- | --------- | ---- | ----------- | ---------------- | ---------- |
| DNF     | 11 lutego | 1998 | Nagano      | Jazda po muldach | Tae Satoya |

### Mistrzostwa świata
| Miejsce | Dzień     | Rok  | Miejscowość | Konkurencja      | Zwycięzca        |
| ------- | --------- | ---- | ----------- | ---------------- | ---------------- |
| 23.     | 11 lutego | 1991 | Lake Placid | Balet narciarski | Ellen Breen      |
| 22.     | 13 lutego | 1991 | Lake Placid | Jazda po muldach | Donna Weinbrecht |
| 24.     | 12 marca  | 1993 | Altenmarkt  | Balet narciarski | Ellen Breen      |
| 25.     | 8 lutego  | 1997 | Iizuna      | Jazda po muldach | Candice Gilg     |

### Puchar Świata

#### Miejsca w klasyfikacji generalnej
- sezon 1990/1991: 42.
- sezon 1991/1992: 36.
- sezon 1992/1993: 46.
- sezon 1993/1994: 72.
- sezon 1994/1995: 77.
- sezon 1996/1997: 87.
- sezon 1997/1998: 111.

#### Miejsca na podium
1. Voss – 10 marca 1991 (Kombinacja) – 3. miejsce
2. Blackcomb – 12 stycznia 1992 (Kombinacja) – 2. miejsce

- W sumie 1 drugie i 1 trzecie miejsce.